# 木下斉
木下 斉（きのした ひとし、1982年7月14日 - ）は、日本の社会起業家、まちづくり専門家。一般社団法人エリア・イノベーション・アライアンス代表理事、内閣官房地域活性化伝道師、北九州市アドバイザー。修士（経営学）。新語流行語大賞「IT革命」、咢堂ブックオブザイヤー2018等受賞。

## 人物・経歴
東京都板橋区出身。父は戸田市の元魚屋。板橋区立志村第五小学校、早稲田大学高等学院を経て、2005年早稲田大学政治経済学部政治学科卒業。2007年一橋大学大学院商学研究科修士課程修了、修士（経営学）。修士論文では産業論を研究。また、大学院在学中、経済産業研究所リサーチアシスタントや東京財団リサーチアソシエイトを務め、地域政策の調査研究にも従事。
高校1年次から早稲田商店会の商店街活性化に参画し、高校3年次の2000年、株式会社商店街ネットワーク取締役社長に就任。同年「IT革命」で新語・流行語大賞受賞。大学院修了後は、ビル管理を面的に行うエリアマネジメントに関するプログラムを提唱、商店街ネットワーク時代のつながりで熊本市中心部の商店街への導入を推進し、2008年熊本城東マネジメント株式会社設立、同代表取締役。その後、全国各地に同様のプログラムを導入し、事業開発、政策連携、視察研修の合同事業のために一般社団法人エリア・イノベーション・アライアンス（AIA）設立、同代表理事。2010年内閣府政策調査員。一般社団法人公民連携事業機構理事、内閣官房地域活性化伝道師、東京大学建築学部非常勤講師、中小企業基盤整備機構中心市街地活性化/商店街アドバイザー、グリーンバードエグゼクティヴアドバイザーなど歴任し、全国50か所以上の再生プロジェクトに関わる。
毎日新聞社フジタ未来経営賞学生奨励賞、商工総合研究所中小企業活動本賞、商工総合研究所中小企業懸賞論文準賞、パーソナルファイナンス学会懸賞論文奨励賞、早稲田大学学生文化賞等受賞、咢堂ブックオブザイヤー2018、咢堂ブックオブザイヤー2021などを受賞。中小企業庁新たな商店街政策の在り方検討会委員、総務省地域力創造アドバイザー、経産省タウンプロデューサー、都市再生機構まちづくり専門家、内閣官房ふるさとづくり有識者会議委員、地域総合整備財団地域再生マネージャー、台湾文化部国際招聘委員等も務める。

## 著書

### 単著
- 『まちづくりの経営力養成講座』（学陽書房 2009年10月）ISBN 978-4313814189
- 『稼ぐまちが地方を変える-誰も言わなかった10の鉄則-』（NHK新書 2015年5月）ISBN 978-4140884607
- 『まちで闘う方法論』（学芸出版社 2015年5月）ISBN 978-4761513597
- 『地方創生大全』（東洋経済新報社 2016年10月）ISBN 978-4492212257
- 『福岡市が地方最強の都市になった理由』（PHP研究所 2018年2月）ISBN 978-4569837673
- 『地元がヤバい…と思ったら読む 凡人のための地域再生入門』（ダイヤモンド社 2018年11月）ISBN 978-4478103906
- 『まちづくり幻想』（SBクリエイティブ 2021年3月）ISBN 978-4815609122

### 共著
- （風見正三、山口浩平、他）『コミュニティビジネス入門―地域市民の社会的事業（第3、7講担当）』（学芸出版社 2009年10月）ISBN 978-4761524739
- （広瀬郁）『まちづくり:デッドライン』（日経BP社 2013年4月）ISBN 978-4822274634
- （馬場正尊、Open A、他）『PUBLIC DESIGN 新しい公共空間のつくりかた』（学芸出版社 2015年4月）ISBN 978-4761513481
- （上念司）『地方は消滅しない!』（宝島社 2015年10月）ISBN 978-4800245533
- （飯田泰之、川崎一泰、入山章栄、林直樹、熊谷俊人）『地域再生の失敗学』（光文社新書 2016年4月）ISBN 978-4334039158

## 発信メディア
- 東洋経済オンライン「地方創生のリアル」
- note「狂犬の本音」
- Voicy「木下斉の今日はズバリいいますよ」